# Bem de família
No Direito brasileiro, bem de família é o imóvel de um casal, ou de uma entidade familiar, que, por proteção legal, não pode ser penhorado. Tal garantia pode ser instituída voluntariamente pelos cônjuges ou entidade familiar, por meio de escritura pública devidamente registrada no Registro de Imóveis, observadas as formalidades legais.
O bem de família se divide em :
- Voluntário: é aquele instituído por membro ou entidade familiar, composto por pai, mãe, filhos, ou união estável de homem e mulher(a jurisprudência já admite bem de família de pessoa solteira), pode ser instituído por testamento ou escritura pública.
Só será penhorável:
a) por dívidas de tributos relacionados ao prédio;
b) por dívidas relativas ao condomínio do prédio.
- Legal: a lei 8009/90 estabeleceu a impenhorabilidade geral de todas as moradias familiares próprias, uma para cada família, independente de ato do interessado, para isso, se a família tiver mais de um imóvel, o bem de família será aquele de menor valor.
Só será penhorável por:
a) crédito de natureza trabalhista, previdenciário;
b) créditos referentes a aquisição/ construção de bem;
c) pensão alimentícia;
d) taxas, imposto de imóvel;
e) hipoteca do bem, dado em garantia;
f) dívida de fiança concedida em contrato de locação;
g) valores decorrentes da aquisição do imóvel com produto de crime.

## No Brasil
Já era previsto no Código Civil de 1916 (Lei nº 3.071, de 1916, arts. 70 a 73).
Existem dois tipos de bem de família. O legal no qual, ainda que o casal não tenha instituído um imóvel residencial como bem de família, a partir da edição da Lei n. 8.009/90, o imóvel onde reside a família passou a contar com a proteção da impenhorabilidade. E o convencional previsto no Código Civil, no qual o casal deve registrar o imóvel para que ele se torne bem de família e seja impenhorável.